# Wallfahrtskirche von Oropa

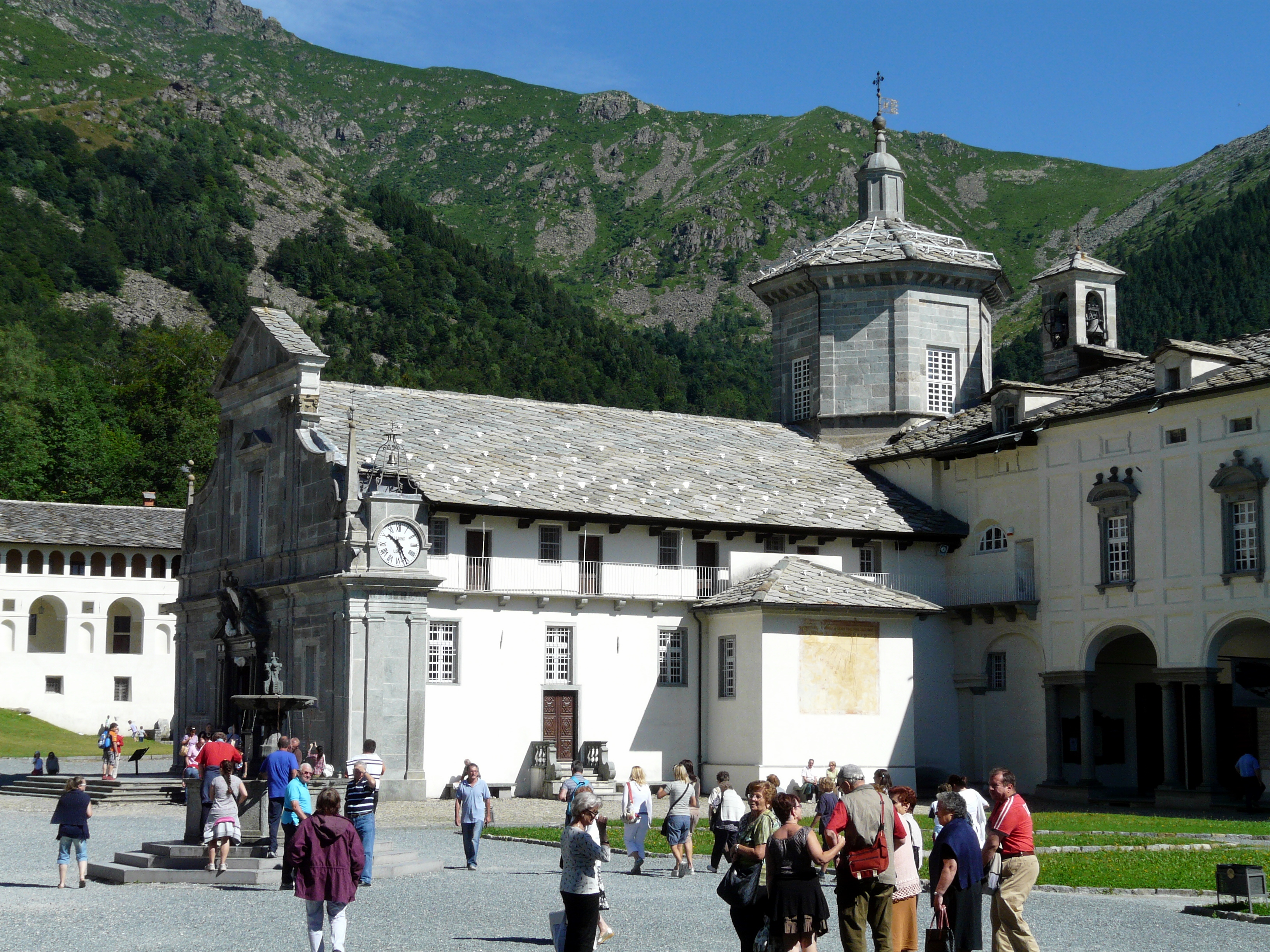
Die alte Wallfahrtskirche (17. Jahrhundert)

Die Wallfahrtskirche von Oropa (italienisch Santuario di Oropa) ist ein marianischer Wallfahrtsort, der der Schwarzen Madonna geweiht ist und gehört seit 2003 zusammen mit weiteren acht Sacri Monti im Piemont und der Lombardei zum italienischen UNESCO-Welterbe.
Die Kirche steht in Oropa, etwa zwölf Kilometer nordwestlich der Stadt Biella in ca. 1159 Metern Höhe in einem natürlichen Amphitheater aus Bergen, die die darunter liegende Stadt umgeben und zu den Bielleser Voralpen gehören. Der Wallfahrtsort umfasst außer einem Heiligen Berg, dem Sacro Monte di Oropa, die ursprüngliche Kirche, die über einem antiken Sacellum entstand, die eigentliche Wallfahrtskirche und verschiedene Einrichtungen zur Aufnahme der Gläubigen und Touristen. Im März 1957 erhob Papst Pius XII. die Kirche zur Würde einer Basilica minor.
Die Wallfahrtskirche ist eine Etappe der Wanderrouten Coeur – Im Herzen der Wege Europas und Weg von San Carlo sowie der Grande Traversata delle Alpi. Vom Wallfahrtsort aus ist es möglich, die Berghütte Savoia (in ca. 1810 m Höhe) und von dort aus in wenigen Minuten den See Lago del Mucrone (1894 m s.l.m.) am gleichnamigen Berg zu erreichen. Die Seilbahn Oropa  führt vom Sacro Monte di Oropa auf den Monte di Camino in knapp 2400 Meter Höhe. Die erste und untere Sektion der Luftseilbahn (Baufirma: Piemonte Funivie) überwindet 654 Höhenmeter und befördert die Passagiere zur Bergstation am Monte Mucrone. Zum Gipfel Monte di Camino auf 2391 Metern Höhe gelangt man mit einem Korblift der Firma Marchisio.

## Geschichte
Der Überlieferung zufolge wurde der Wallfahrtsort von Oropa vom hl. Eusebius, Bischof von Vercelli, im 4. Jahrhundert gegründet. Eusebius gilt als „Apostel“ der Täler um Biella, in denen zuvor römische und keltische Gottheiten verehrt wurden. Die Verehrung der Gottesmutter Maria ersetzte dabei den Kult der keltischen Muttergottheiten, besonders in den sehr alten Kultzentren wie in Oropa und Crea.
In einer Bulle Papst Innozenz‘ III. vom 2. Mai 1207 werden für Oropa zwei Kirchen erwähnt, Santa Maria und San Bartolomeo. Nach den jüngsten historischen Studien reichen diese Gebäude ins 8. bis 9. Jahrhundert zurück. Es handelt sich um zwei kleine Gebirgsbauten. Während Santa Maria durch die Ausweitung des Wallfahrtsorts verschwunden ist, wurde San Bartolomeo in jüngerer Zeit wiederentdeckt und wieder für den Gottesdienst geöffnet.

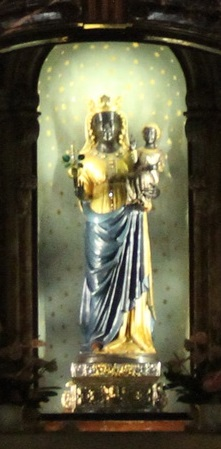
Das Gnadenbild der Schwarzen Madonna

Aus der ersten Hälfte des 14. Jahrhunderts stammt die gotische Statue der Schwarzen Madonna, die am Wallfahrtsort verehrt wird. Man schreibt der Jungfrau zahlreiche Wunder und besondere Gnadenerweise zu. Anfangs befand sich das Bild der Jungfrau in einem Sacellum, dessen Standort noch an der Nordwand der alten Basilika bei einem Findling zu sehen ist, der wahrscheinlich ein vorchristlicher Kultusort war.
Ab dem 15. Jahrhundert begann man, in Oropa Privathäuser zu errichten, die gelegentlich Pilger beherbergten. Von 1522 datiert das erste Votivbild, ein Werk von Bernardino Lanino.
In der Zeit des Barock erfuhr der Wallfahrtsort eine umfangreiche bauliche Erweiterung, auch dank der Protektion des Hauses Savoyen. In Oropa wurden berühmte Architekten tätig, darunter Filippo Juvarra (von dem unter anderem die monumentale Porta Regia stammt), Ignazio Galletti und Guarino Guarini.
Um die alte Basilika, die zu Beginn des 17. Jahrhunderts errichtet wurde, entstanden Pilgerherbergen.

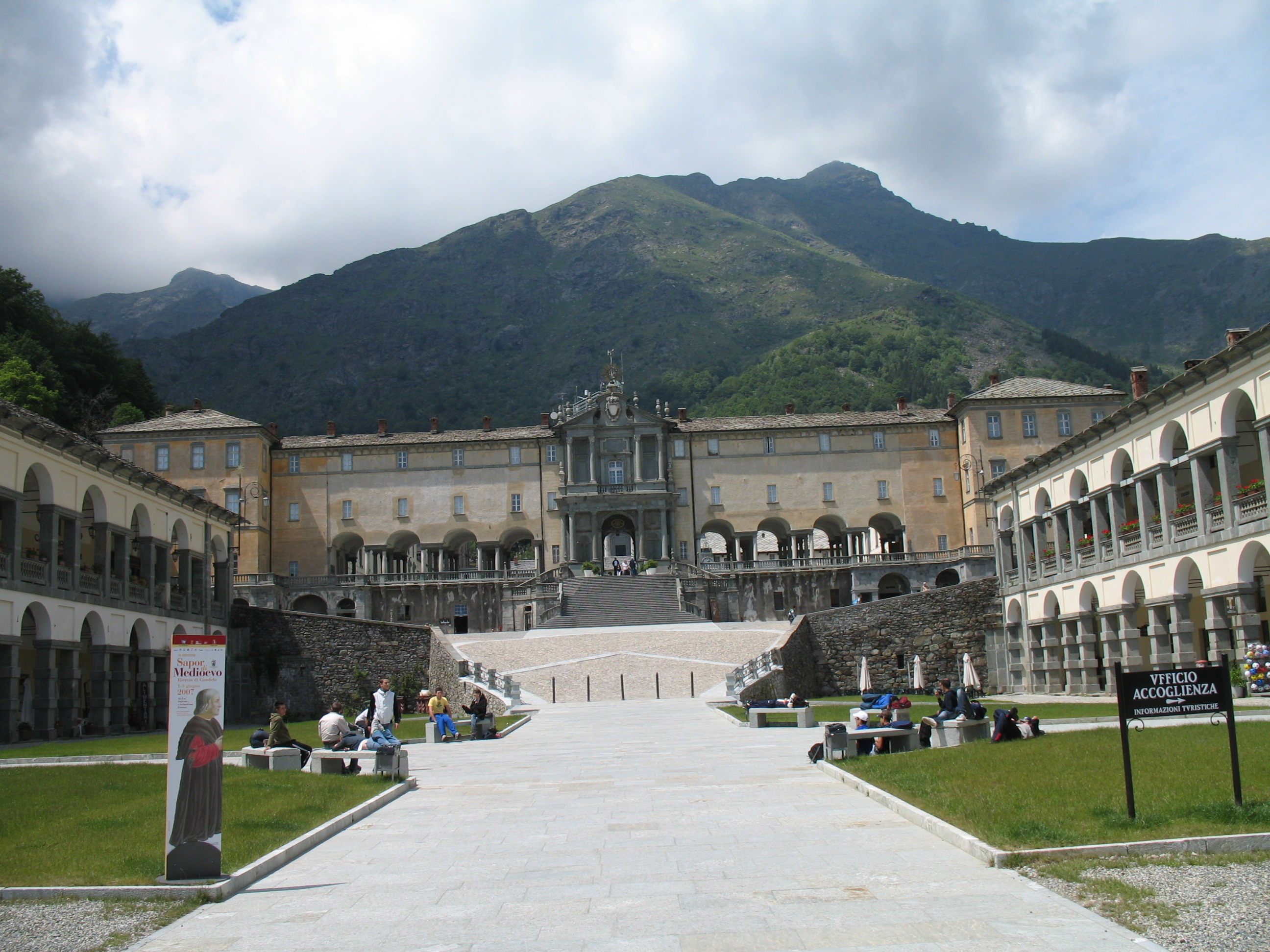
Die Wallfahrtsstätte

Während der Pest des 17. Jahrhunderts legte die Stadt Biella der Madonna von Oropa ein Gelöbnis ab und blieb von der Pest verschont. Getreu dem Gelöbnis zieht heute noch jährlich eine feierliche Prozession von der Stadt bis nach Oropa.
1620 erfolgte die erste feierliche Krönung der Statue der Schwarzen Madonna. Weitere Krönungen erfolgten alle hundert Jahre. Die fünfte Krönung erfolgte am 29. August 2021, infolge der Corona-Pandemie ein Jahr nach dem regulären Termin.
Auf einem Hügel westlich des Wallfahrtsorts wurde ein Sacro Monte errichtet.
Trotz der schwierigen Verbindungen wurde Oropa zum vielbesuchten Wallfahrtsziel. Außer aus den Dörfern rund um Biella kommen regelmäßig Pilger aus der umliegenden Ebene. Bemerkenswert ist die nächtliche Wallfahrt, die alle fünf Jahre von Fontainemore im Aostatal nach Oropa zieht.
Das Bild der Madonna von Oropa findet sich als Fresko an Häusern und Votivpfeilern, Statuetten und Keramikbilder gibt es in allen Dörfern rund um Oropa in einem Umkreis von fünfzig Kilometern. In vielen Kirchen befinden sich Kopien des Bildes von Oropa, unter denen die barocke Kopie der Kirche San Giovanni am Piazzo von Biella Berühmtheit erlangt hat.

### Die Findlinge
In den Chroniken über die Gründung der Wallfahrtsstätte wird erzählt, dass die Statue der Schwarzen Madonna vom hl. Eusebius unter einem Findling versteckt wurde, um zu verhindern, dass sie in die Hände der Heiden gelangte. Über diesem Findling erbauten die Einwohner von Fontainemore Anfang des 18. Jahrhunderts eine Kapelle, die heute del Ròc (d. h. Felskapelle) genannt wird.
Die alte Kirche von Oropa entstand unter teilweiser Eingliederung eines zweiten, roc ‘dla Vita (Fels des Lebens) genannten Findlings, der noch heute an der Nordwestseite des Gebäudes zu sehen ist. Dieser Felsblock war in der Vergangenheit dafür bekannt, dass er (wie andere Findlinge) Gegenstand von heidnischen Fruchtbarkeitskulten war. Der verbreitete Brauch der Frauen, sich am Stein zu reiben, um die Geburt eines Kindes zu begünstigen, reduzierte sich nach und nach darauf, den Fels mit dem Gesäß zu berühren. Dieser Brauch ist bis zum 19. Jahrhundert belegt, als der Zugang zum Fels innerhalb der Kirche – die bereits eingeebnet war – durch ein Metallgitter versperrt wurde. Das Beispiel von Oropa ist der am besten dokumentierte rituelle Gebrauch eines Findlings im Piemont.

### Volksglaube
Es wird erzählt, dass das alte Standbild der Schwarzen Madonna in der Wallfahrtsstätte von Oropa einige besondere Merkmale aufweist:
- trotz ihres Alters zeige die Statue keinerlei Anzeichen von Wurmstich oder Verschleiß;[9]
- trotz des alten Brauchs, Erinnerungsstücke für Gläubige und Kranke vom Fuß berühren zu lassen, weise dieser keine Verschleißerscheinungen auf;[10]
- auf den Gesichtern der Jungfrau und des Kindes lege sich nie Staub ab.[11]

## Der Friedhof und die neue Kirche
Der Wallfahrtsort gewann ständig an Bedeutung, so dass im 19. Jahrhundert der Bau eines zweiten Hofes geplant wurde, der auch einen Friedhof aufnehmen sollte, dessen Reste erst kurz zuvor entdeckt worden waren.
Danach wurde als Ersatz für den alten ein neuer monumentaler Friedhof westlich der Wallfahrtsstätte nicht weit entfernt vom Weg des Sacro Monte gebaut, wo Familiengräber der wichtigsten adligen und angesehenen Familien der Gegend von Biella errichtet wurden. Darunter tragen verschiedene Gräber esoterische Symbole, die sich auf die Freimaurer beziehen (das Grab von Quintino Sella ist sogar eine Pyramide).

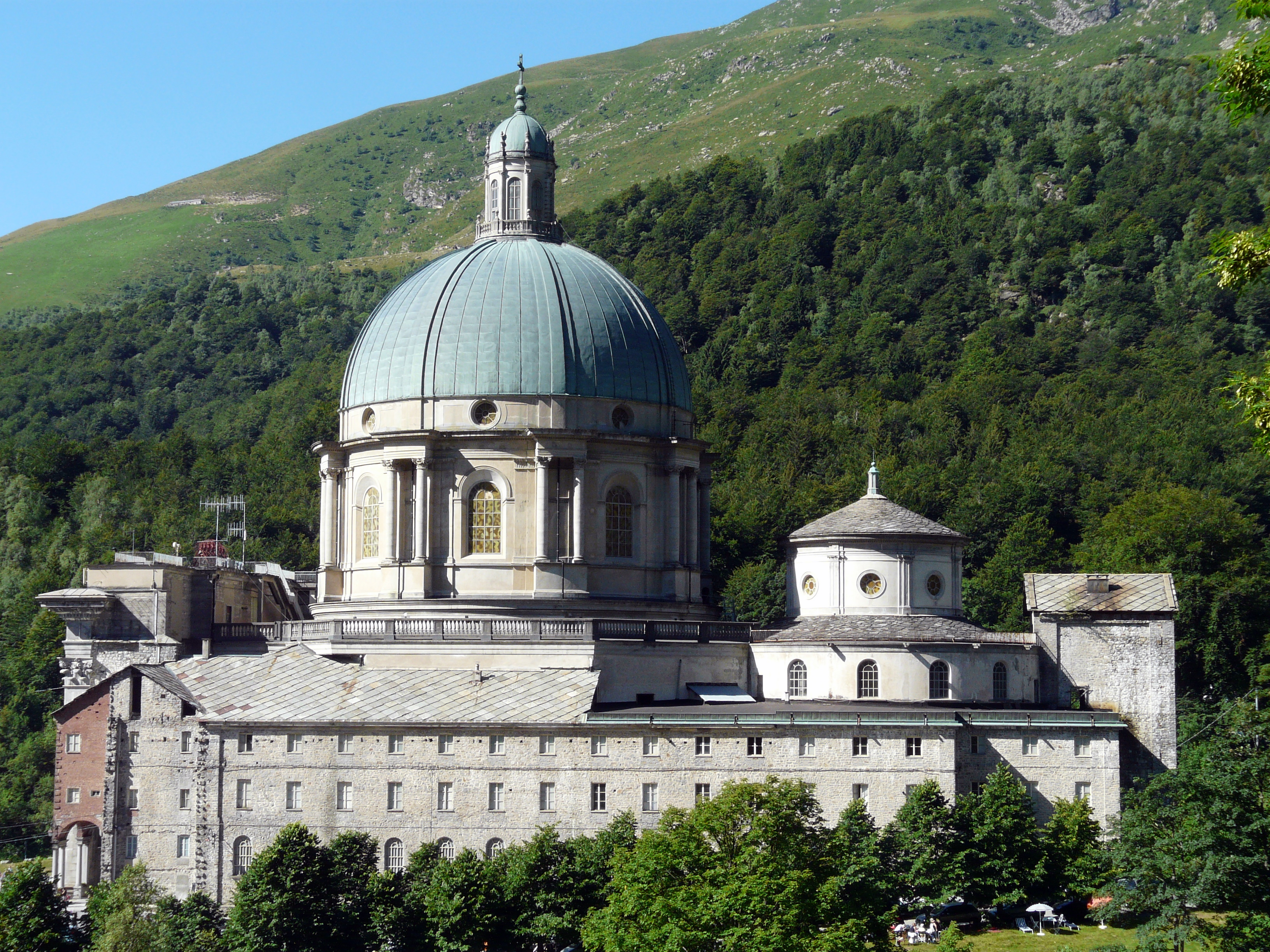
Die neue Basilika (20. Jahrhundert)

In den ersten Jahren des 20. Jahrhunderts begann die Planung und der Bau der monumentalen neuen Kirche, eines imposanten Tempels, der mit seiner hohen Kuppel die Wallfahrtsstätte effektvoll abschließt.
Ein Hügel südlich der Wallfahrtsstätte wurde eingeebnet, um dem Prato delle Oche (Gänsewiese) Platz zu machen. Dadurch wurde die Wallfahrtsstätte von Biella aus sichtbar. Die neue Kirche wurde 1960 geweiht, aber es gelang nicht, die Statue der Jungfrau aus der alten in die neue Wallfahrtskirche zu verlegen, da sie angeblich zu schwer war.
1949 war das Jahr der Peregrinatio Mariae: Die Statue der Jungfrau verließ zum ersten Mal Oropa und wurde in alle Orte der Gegend von Biella gebracht. Von dieser Pilgerfahrt Marias existiert ein interessantes Filmdokument.

## Wetter- und Erdbebenobservatorium
Innerhalb der Wallfahrtsstätte befindet sich auch ein Wetter- und Erdbebenobservatorium, das 1874 vom Barnabitenpater Francesco Denza aus Neapel gegründet wurde, auf dessen Initiative auch das königliche Observatorium Carlo Alberto in Moncalieri und das Netz der über 300 Observatorien im Königreich Italien zurückgeht.
Das Observatorium von Oropa gehört zum regionalen Wetternetz des Piemont sowie zum regionalen und nationalen Erdbebennetz.

## Schmalspurbahn zur Wallfahrtsstätte
Die elektrische Schmalspurbahn (bekannt als Straßenbahn Biella-Oropa), die Biella mit den Anhöhen von Oropa verband (ca. 14 km Länge, ca. 800 m Höhenunterschied) blieb nicht einmal fünfzig Jahre in Betrieb, bevor eine Buslinie an ihre Stelle trat. Sie wurde am 4. Juli 1911 nur zwei Jahre nach dem Beginn der Arbeiten eröffnet und machte ihre letzte Fahrt am 29. März 1958. Der Abfahrtsbahnhof in Biella lag gegenüber dem alten Bahnhof nach Santhià (heute stehen dort ein modernes Einkaufszentrum und das Bürogebäude des Fremdenverkehrsbetriebes). Der Ankunftsbahnhof lag innerhalb der Wallfahrtsstätte gleich unterhalb des Laubengangs.
Die Einstellung des Betriebs war im Wesentlichen auf die übermäßigen Instandhaltungskosten zurückzuführen, auch wenn einigen Klagen aus der Bevölkerung (die Strecke des ersten Teils führte zum größten Teil durch das Zentrum von Biella) ohne Zweifel die Entscheidung für die Betriebseinstellung begünstigte. Zusammen mit den Wasserkuranlagen von Oropa Bagni und Cossila und der Seilbahn, die von Oropa zum Mucrone-See auf dem gleichnamigen Berg führte, war sie dennoch für einige Jahrzehnte eine Art Paradepferd des Tourismus von Biella. Nicht zuletzt wegen der kurvenreichen und faszinierenden Strecke, die durch die Wälder der Bielleser Voralpen führte. Und nicht zufällig hatte sich die Schmalspurbahn Biella-Oropa den Beinamen der kühnsten Eisenbahnlinie Italiens erworben.